# 21-я пехотная дивизия (Болгария)
21-я пехотная дивизия (болг. Двадесет и първа пехотна дивизия) — дивизия болгарской армии, участвовавшая во Второй мировой войне.

## История
Дивизия сформирована в ноябре 1941 года в Пироте, первым командиром дивизии был Георги Манев. С 1 января 1942 в Нише дивизия вошла в состав 1-го оккупационного корпуса, командование принял полковник Антон Балтаков. В составе дивизии были 2-й легкопехотный полк, 50-й Нишский пехотный полк, 2-е армейское отделение снабжения и одно артиллерийское отделение. Общая численность составляла 4425 человек. Дивизия расформирована 30 марта 1943, на её основе создана 22-я пехотная дивизия, командиром которой и стал тот же Балтаков.

## Командиры
| №  | Звание       | Имя            | Время              |
| -- | ------------ | -------------- | ------------------ |
| 1. | подполковник | Георги Манев   | ноябрь 1941—1942   |
| 2. | полковник    | Антон Балтаков | 1942—30 марта 1943 |